# Costa d'Avorio ai Giochi della XXXIII Olimpiade
La Costa d'Avorio ha partecipato ai Giochi della XXXIII Olimpiade che si sono svolti a Parigi dal 26 luglio all'11 agosto 2024, con una delegazione di 13 atleti, 4 uomini e 9 donne in 4 discipline.
I portabandiera alla cerimonia di apertura dei Giochi della XXXIII Olimpiade sono stati Cheick Sallah Cissé e Marie-Josée Ta Lou.

## Delegazione
| Sport            | Uomini | Donne | Totale |
| ---------------- | ------ | ----- | ------ |
| Atletica leggera | 2      | 4     | 6      |
| Judo             | 0      | 1     | 1      |
| Scherma          | 1      | 1     | 2      |
| Taekwondo        | 1      | 2     | 3      |
| Totale           | 4      | 8     | 12     |

## Medagliere
| Medaglia | Nome                | Sport     | Evento          |
| -------- | ------------------- | --------- | --------------- |
| Bronzo   | Cheick Sallah Cissé | Taekwondo | +80 kg maschile |

## Risultati

### Atletica leggera
| Q | Qualificato al turno successivo per la posizione in qualificazione                                                           |
| q | Qualificato per il turno successivo per ripescaggio o, negli eventi su campo, conquistando la misura minima per qualificarsi |

Eventi su pista e strada
Maschile
| Atleti          | Evento      | Batterie  | Batterie  | Ripescaggio | Ripescaggio | Semifinale      | Semifinale      | Finale          | Finale          |
| Atleti          | Evento      | Risultati | Posizione | Risultati   | Posizione   | Risultati       | Posizione       | Risultati       | Posizione       |
| --------------- | ----------- | --------- | --------- | ----------- | ----------- | --------------- | --------------- | --------------- | --------------- |
| Arthur Cissé    | 100 m piani | 10"31     | 5º        | N.D.        | -           | non qualificato | non qualificato | non qualificato | non qualificato |
| Cheickna Traore | 200 m piani | 20"54     | 6° R      | dns         | dns         | non qualificato | non qualificato | non qualificato | non qualificato |

Femminile
| Atleti                                                               | Evento            | Batterie  | Batterie  | Ripescaggio     | Ripescaggio     | Semifinale      | Semifinale      | Finale          | Finale          |
| Atleti                                                               | Evento            | Risultati | Posizione | Risultati       | Posizione       | Risultati       | Posizione       | Risultati       | Posizione       |
| -------------------------------------------------------------------- | ----------------- | --------- | --------- | --------------- | --------------- | --------------- | --------------- | --------------- | --------------- |
| Marie-Josée Ta Lou                                                   | 100 m piani       | 10"81     | 1º Q      | -               | -               | 11"01           | 2° Q            | 13"84           | 8°              |
| Marie-Josée Ta Lou                                                   | 200 m piani       | dns       | dns       | non qualificata | non qualificata | non qualificata | non qualificata | non qualificata | non qualificata |
| Maboundou Koné                                                       | 100 m piani       | 11"17     | 4°        | -               | -               | non qualificata | non qualificata | non qualificata | non qualificata |
| Maboundou Koné                                                       | 200 m piani       | 22"87     | 4° R      | 22"89           | 1° Q            | 22"65           | 5°              | non qualificata | non qualificata |
| Jessika Gbai                                                         | 200 m piani       | 22"61     | 2° Q      | -               | -               | 22"36           | 3° q            | 22"70           | 8°              |
| Murielle Ahouré-Demps Jessika Gbai Maboundou Koné Marie-Josée Ta Lou | 4x100 m staffetta | dq        | dq        | -               | -               | -               | -               | non qualificate | non qualificate |

### Judo
Femminile
| Atleta           | Evento | 16-esimi                       | Ottavi               | Quarti               | Semifinali           | Ripescaggio          | Med. bronzo          | Finale               | Posizione       |
| Atleta           | Evento | Avversario Risultato           | Avversario Risultato | Avversario Risultato | Avversario Risultato | Avversario Risultato | Avversario Risultato | Avversario Risultato | Posizione       |
| ---------------- | ------ | ------------------------------ | -------------------- | -------------------- | -------------------- | -------------------- | -------------------- | -------------------- | --------------- |
| Zouleiha Dabonne | -57 kg | S. Aminova (AUS) P (0000-0010) | non qualificata      | non qualificata      | non qualificata      | non qualificata      | non qualificata      | non qualificata      | non qualificata |

### Scherma
Maschile
| Atleta          | Evento               | Trentaduesimi               | Sedicesimi           | Ottavi di finale     | Quarti di finale     | Semifinali           | Finale               | Pos.            |
| Atleta          | Evento               | Avversario Risultato        | Avversario Risultato | Avversario Risultato | Avversario Risultato | Avversario Risultato | Avversario Risultato | Pos.            |
| --------------- | -------------------- | --------------------------- | -------------------- | -------------------- | -------------------- | -------------------- | -------------------- | --------------- |
| Jérémy Keryhuel | Fioretto individuale | A. Massialas (USA) P (3-15) | non qualificato      | non qualificato      | non qualificato      | non qualificato      | non qualificato      | non qualificato |

Femminile
| Atleta         | Evento               | Trentaduesimi             | Sedicesimi           | Ottavi di finale     | Quarti di finale     | Semifinali           | Finale               | Pos.            |
| Atleta         | Evento               | Avversario Risultato      | Avversario Risultato | Avversario Risultato | Avversario Risultato | Avversario Risultato | Avversario Risultato | Pos.            |
| -------------- | -------------------- | ------------------------- | -------------------- | -------------------- | -------------------- | -------------------- | -------------------- | --------------- |
| Maxine Esteban | Fioretto individuale | P. Ranvier (FRA) P (7-15) | non qualificata      | non qualificata      | non qualificata      | non qualificata      | non qualificata      | non qualificata |

### Taekwondo

#### Maschile
| Atleta              | Evento | Ottavi                                | Quarti                      | Semifinale                             | Ripescaggio Turno 1  | Finale per il 3º posto              | Finale               | Classifica |
| Atleta              | Evento | Avversario Risultato                  | Avversario Risultato        | Avversario Risultato                   | Avversario Risultato | Avversario Risultato                | Avversario Risultato | Classifica |
| ------------------- | ------ | ------------------------------------- | --------------------------- | -------------------------------------- | -------------------- | ----------------------------------- | -------------------- | ---------- |
| Cheick Sallah Cissé | +80 kg | K. Mehdipournejad (ROT) V (6-1, 13-1) | J. Healy (USA) V (4-2, 1-0) | C. Cunningham (GBR) P (6–11, 7–5, 5–5) | Bye                  | C. Sansores (MEX) V (5–4, 5–6, 5–3) | non qualificato      | Bronzo     |

#### Femminile
| Atleta        | Evento | Ottavi                             | Quarti               | Semifinale           | Ripescaggio Turno 1  | Finale per il 3º posto | Finale               | Classifica      |
| Atleta        | Evento | Avversario Risultato               | Avversario Risultato | Avversario Risultato | Avversario Risultato | Avversario Risultato   | Avversario Risultato | Classifica      |
| ------------- | ------ | ---------------------------------- | -------------------- | -------------------- | -------------------- | ---------------------- | -------------------- | --------------- |
| Ruth Gbagbi   | -67 kg | V. Márton (HUN) P (3-6, 6-0, 2-3)  | non qualificata      | non qualificata      | non qualificata      | non qualificata        | non qualificata      | non qualificata |
| Astan Bathily | +67 kg | S. Osipova (UZB) P (0-4, 7-2, 0-0) | non qualificata      | non qualificata      | non qualificata      | non qualificata        | non qualificata      | non qualificata |